# Муньйосанчо
Муньйосанчо (ісп. Muñosancho) — муніципалітет в Іспанії, у складі автономної спільноти Кастилія-і-Леон, у провінції Авіла. Населення — 121 особа (2010).
Муніципалітет розташований на відстані близько 130 км на північний захід від Мадрида, 40 км на північний захід від Авіли.
На території муніципалітету розташовані такі населені пункти: (дані про населення за 2010 рік)
- Муньйосанчо: 113 осіб
- Вільямайор: 8 осіб

## Демографія
Динаміка населення (INE ):